# Silvanita
La silvanita és un mineral de la classe dels sulfurs. Va ser descoberta l'any 1835 en una mina de Baia de Arieş del districte d'Alba, a la regió de Transsilvània (Romania), sent nomenada així per Louis Albert Necker de Sausaure en honor d'aquesta regió.

## Característiques
La silvanita és un tel·lurur d'or i argent, fàcilment fusible i soluble en àcids. A més dels elements de la seva fórmula, (Au,Ag)₂Te₄, sol portar com impureses: antimoni, plom, coure i níquel. Cristal·litza en el sistema monoclínic, sent l'hàbit cristal·lí massiu el més freqüent. Pot ser extreta en les mines com a mena minoritària de plata i or. És molt similar a la krennerita.
Segons la classificació de Nickel-Strunz, la silvanita pertany a «02.EA: Sulfurs metàl·lics, M:S = 1:2, amb Cu, Ag, Au» juntament amb els següents minerals: calaverita, kostovita, krennerita, berndtita, kitkaïta, melonita, merenskyita, moncheïta, shuangfengita, sudovikovita, verbeekita, drysdal·lita, jordisita, molibdenita i tungstenita.

## Formació i jaciments
Es troba més comunament en filons hidrotermals de baixa temperatura, tot i que també en dipòsits de mitjana i alta temperatura, on típicament és un dels últims minerals que es formen. Sol trobar-se associada a altres minerals com: or, calaverita, krennerita, altaïta, hessita, petzita, acantita, pirita, galena, esfalerita, calcopirita, quars, calcedònia o fluorita.